# We Are the Ocean
We Are the Ocean é uma banda britânica de pós-hardcore, noise rock e indie rock formada na cidade de Londres em 2007. É composta por Dan Brown (vocais), Liam Cromby (vocais suaves e guitarra rítmica), Alfie Scully (guitarra), Jack Spence (baixo) e Tom Whittaker (bateria e percussão). A banda tocou em importantes festivais de música no Reino Unido durante 2008 como o Slam Dunk, o Offset Festival, Middlesbrough Music Live, e o Taste of Chaos, além de terem aberto shows e apresentações de diversas bandas como You Me at Six, The Used, Fightstar, Funeral for a Friend, Underoath, Lostprophets, Kids in Glass Houses, From First to Last e Brigade.

## Carreira

### 2007—2008: Dead But Still Dreamin, formação e EP
Em 2007 Dan Brown e Jack Spence, amigos de longa data, formaram uma banda conhecida como Dead But Still Dreamin, junto com outros três integrantes, sendo que depois de alguns meses, devido às falhas tentativas de gravar um álbum demo, a banda se desfez, não chegando a gravar nenhuma canção. Ainda em 2007, depois de buscarem novos membros durante um tempo, Dan e Jack encontraram Liam Cromby, Rickie Bloom e Tom Whittaker, reativando novamente a banda. Pouco tempo depois Rickie deixou a banda, sendo substituído por Alfie Scully, mudando também o nome do grupo para We Are The Ocean, ficando composta por Dan Brown nos vocais, Liam Cromby nos vocais suaves e guitarra rítmica, Alfie Scully na principal guitarra, Jack Spence no baixo e Tom Whittaker na bateria.
Com ajuda do site Myspace, onde passaram a colocar vídeos e canções para divulgar seu trabalho, a banda ganhou notoriedade no, sendo nomeada pela premiação realizada na revista de rock Kerrang! como Melhor nova banda do Reino Unido, onde ficaram em segundo lugar. Em 4 de agosto de 2008 lançaram seu primeiro EP, o homônio We Are the Ocean, vendendo 1.000 cópias da edição limitada no primeiro dia.

### 2009—2010: Primeiro álbum e turnê
Em 2009 participaram de diversos festivais, excursionado por países da Europa, além dos Estados Unidos, Austrália e Canadá, sendo uma das únicas bandas do Reino Unido convidadas para participar do Bamboozle Festival, em Nova Jersey, nos Estados Unidos, um dos maiores festivais de rock alternativo e punk rock do mundo. Ainda em 2009 começaram a trabalhar em seu primeiro álbum de estúdio, previsto para ser lançado em julho de 2009, sendo adiado para novembro e, posteriormente, adiado novamente sem uma data fixa. No mesmo ano participaram da turnê Stairway to Hell Australian Tour, da banda australiana The Amity Affliction, como ato de abertura durante as apresentações. Em 19 de outubro de 2009, a banda assinou com a gravadora Hassle Records e lançou seu segundo EP intitulado Look Alive, em 16 de novembro de 2009.
Em 26 de janeiro de 2010 é lançado o álbum de estreia da banda, intitulado Cutting Our Teeth, que vinha sido composto desde 2008 e adiado seu lançamento por duas vezes em 2009. O álbum foi produzido por Brian McTernan, conhecido por trabalhar com bandas de rock e hardcore como Converge, Thrice, Dead Meadow, Darkest Hour e Destroy the Runner, sendo gravado nos estúdios da Salad Days Studio, em Baltimore, nos Estados Unidos, e alcançou apenas a posição de número centro e quarenta e três no UK Albums Chart. Em 1 de outubro do mesmo ano o trabalho foi relançado, trazendo como bonus treze novas canções.

### 2011—2017: Go Now and Live e sucesso
Em 22 de abril de 2011 é lançado o segundo álbum da banda, intitulado Go Now and Live, pela Hassle Records, sendo produzido por Pete Miles, conhecido por trabalhar com bandas de pós-hardcore e pós-punk como Mouthwash, Vallenbrosa, White Light Parade, Mouthwash e Failsafe. O álbum faz moderado sucesso no Reino Unido, alcançando a posição quarenta e cinco no UK Albums Chart, cinco no UK Indie Chart, três no UK Rock Chart e quarenta no Official Download Chart. O primeiro single retirado do álbum foi "What It Feels Like", lançada em 4 de janeiro de 2011, alcançando a posição setenta na Eslováquia, sendo que o videoclipe foi liberado em 8 de fevereiro e teve grande rotação no programa Rock Music Station, programa do canal Scuzz que apresenta videos musicais de bandas de rock, no Reino Unido. Em 18 de abril é lançada a canção "The Waiting Room" como segundo single oficial, alcançando a posição vinte e dois novamente na Eslováquia, sendo ainda que o terceiro lançamento do álbum, a faixa "Run Away" atingiu a colocação quarenta e cinco no país.

## Discografia
| - 2010: Cutting Our Teeth - 2011: Go Now and Live - 2012: Maybe Today, Maybe Tomorrow | - 2008: We Are the Ocean - 2009: Look Alive |

## Integrantes
- Dan Brown — vocais(2007 — 2012)
- Liam Cromby — vocais suaves, guitarra rítmica(2007 — presente)
- Alfie Scully — guitarra(2007 — presente)
- Jack Spence — baixo(2007 — presente)
- Tom Whittaker — bateria(2007 — presente)

### Ex-integrantes
- Rickie Bloom — guitarra(2007)